# Passiflora candollei
Passiflora candollei är en passionsblomsväxtart som beskrevs av José Jéronimo Triana och Planchon. Passiflora candollei ingår i släktet passionsblommor, och familjen passionsblomsväxter. Inga underarter finns listade i Catalogue of Life.